# Hans Mathias Velschow
Hans Mathias Velschow (* 22. November 1796 in Kopenhagen; † 8. Juli 1862) war ein dänischer Historiker.

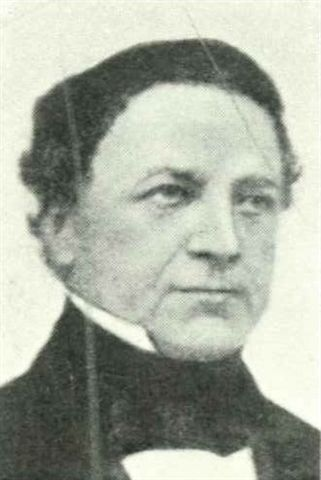
Hans Mathias Velschow

## Leben
Er war der Sohn des Brauers und Schreinermeisters Christian Velschow und seiner Frau Catharine Marie Krollerup.
1815 verließ er die Metropolitanschule mit Auszeichnung. Drei Jahre später erhielt er die Goldmedaille der Universität für seine Abhandlung über das dänische Reichswappen, seine Entstehung und seine Veränderungen. 1822 legte er das theologische Examen ab. 1824 erhielt er die Goldmedaille der wissenschaftlichen Gesellschaft für seine Abhandlung im Rahmen einer Preisaufgabe Om Myntens udvortes Tilstand i Danmark fra Knud den stores Tider indtil den oldenborgske Stammes Regering (Über die Form der Münzen in Dänemark von Knud dem Großen bis zur Regierung der Oldenburger). 1832 wurde er Magister und reiste für zwei Jahre ins Ausland. 1833 wurde er Professor der Geschichte und die nordischen Altertümer an der Universität Kopenhagen. 1836 wurde er Mitglied der Kongelige danske Selskab for Fædrelandets Historie og Sprog. 1841 wurde er Mitglied der Videnskabernes Selskab (heute Königlich Dänische Akademie der Wissenschaften), 1841–1850 war er Vorsitzender des Vorstandes der Danske historiske Forening. 1850 änderte sich die Finanzierung des Lehrstuhls, und er wurde „Professor Rostgardianus“.
Die Zahl seiner Publikationen ist nicht groß, doch er warf ein neues Licht auf die Quellen. Der kleine lateinische Aufsatz Om Biskop Regner (Über Bischof Regner) ist ein frühes Beispiel für die Anwendung moderner Quellenkritik in Dänemark. Seine Abhandlung Om Bryderne (Über die unfreien Aufseher) Seine Dissertation über das Heerwesen zur Zeit des Königs Valdemar Sejr (Commentationis de institutis militaribus Danorum, regnante Valdemaro secundo, pars prior, 1839) eröffnete völlig neue Einsichten über die Gesellschaftsverhältnisse in alter Zeit. Zu neuen Erkenntnissen kam er auch in seiner Abhandlung Om Folkemængden i Danmark i Midten af det 13. Aarhundrede (1841) (Über die Bevölkerungszahl in Dänemark in der Mitte des 13. Jahrhunderts.) Die von Peter Erasmus Müller begonnene Ausgabe des der dänischen Geschichte des Saxo Grammaticus führte er fort. Der erste Teil mit dem Text erschien 1839, der zweite Teil mit den Erläuterungen 1858.
Die langen Zeiträume waren auf seine Antriebslosigkeit, unter der er litt, zurückzuführen. Er hatte große Probleme, seine Arbeit endlich abzuschließen. Ihm fehlten auch Phantasie und Lebendigkeit, was seinen Vorlesungen und Schriften anzumerken war. Seine Gründlichkeit drückte sich in trockenen Texten aus. Der Schriftsteller Frederik Paludan-Müller kritisierte an ihm, dass seine scharfsinnigen Schlussfolgerungen sich oft in Spitzfindigkeiten verlören.
Er verfasste auch wichtige Abhandlungen über die Schleswigsche Frage, in den Antislesvig-holstenske Fragmenter (Heft 9): Udsigt over de Begivenheder, Forhandlinger og Overenskomster, der have bestemt Hertugdømmet Slesvigs statsretlige Forhold til Danmark og Holsten siden 1459 (Übersicht über die Ereignisse, Verhandlungen und Übereinkommen, die das staatsrechtliche Verhältnis Schleswigs zu Dänemark und Holstein seit 1459 bestimmt haben.) und Bemærkninger angaaende det slesvigske Ridderskabs Oprindelse (Bemerkungen über das Entstehen der schleswigschen Ritterschaft) sowie Om Øen Femerns statsretlige Forhold (Über die staatsrechtlichen Verhältnisse der Insel Fehmarn). Er war Mitglied der Kommission, die infolge der Bestimmungen des Friedens von 1850 die Grenze zwischen Schleswig und Holstein festlegen sollte. Dort richtete er viel für die Dänische Sache aus, so dass sich der Schaden für Dänemark in Grenzen hielt. Im Februar 1853 wurde er in das Folketing gewählt und kam so in den Reichstag. Dort unterstützte er die Regierung im Konflikt um das Thronfolgegesetz. Nach der Auflösung des Reichstags im April 1853 wurde er nicht wiedergewählt.